# Mona Guérin
Mona Guérin (9 tháng 10 năm 1934 – 30 tháng 12 năm 2011) là một nhà giáo dục và nhà văn người Haiti.

## Đời sống
Con gái của Gontran Rouzier và Camille Duplessy, cô được sinh ra Mona Rouzier tại Port-au-Prince. Cô học với Sœurs de Saint-Joseph de Cluny và tại Pensionnat Sainte-Rose de Lima ở Port-au-Prince. Cô đã nhận được một khoản tiền từ Hội đồng Nghệ thuật Canada cho phép cô học văn học đương đại tại Đại học Saint Paul ở Ottawa. Khi trở về Haiti, cô kết hôn với Joseph Guérin, một kỹ sư; Hai vợ chồng có hai cô con gái. Cô dạy trường từ năm 1965 đến năm 1980.
Từ năm 1961 đến năm 1965, bà đã viết một chuyên mục hàng tuần cho Le Nouvelliste. Guérin cũng đã viết kịch bản cho loạt phim truyền hình Gala de Galerie xuất hiện trên Télé-Haïti từ năm 1977 đến 1981 và cho loạt phim phát thanh Roye! Les Voilà được phát sóng từ năm 1982 đến 1994. Bà là người dẫn chương trình phát thanh Dieu à tout khoảnh khắc (1992–1994) và cũng đã viết về sáu mươi tập cho loạt phim phát thanh Petit théâtre de Magik-Stéréo.
Năm 1983, cô được đặt tên là một chiếc xe đua ở Pháp Ordre des Palmes Académiques.
Guérin qua đời tại Port-au-Prince ở tuổi 77 sau khi mắc bệnh viêm phổi.

## Tác phẩm được chọn[1]

### Rạp hát
- 'Oiseau de Caes dames (1966)
- Les Cinq Chéris (1969)
- La Pieuvre (1971)
- Chambre 26 (1973)
- Sylvia (1974)
- La Pension Vacher (1976)

### Những công việc khác
- Sur les vieux thèmes, thơ (1958)
- Mi-figue, mi-raisin, truyện (1998), đã nhận được giải thưởng Prix littéraire des Caraïbes từ Association des écrivains de langue française [fr]